# ユーロネクスト・ダブリン
座標: 北緯53度20分42秒 西経6度15分42秒 / 北緯53.345031度 西経6.261734度

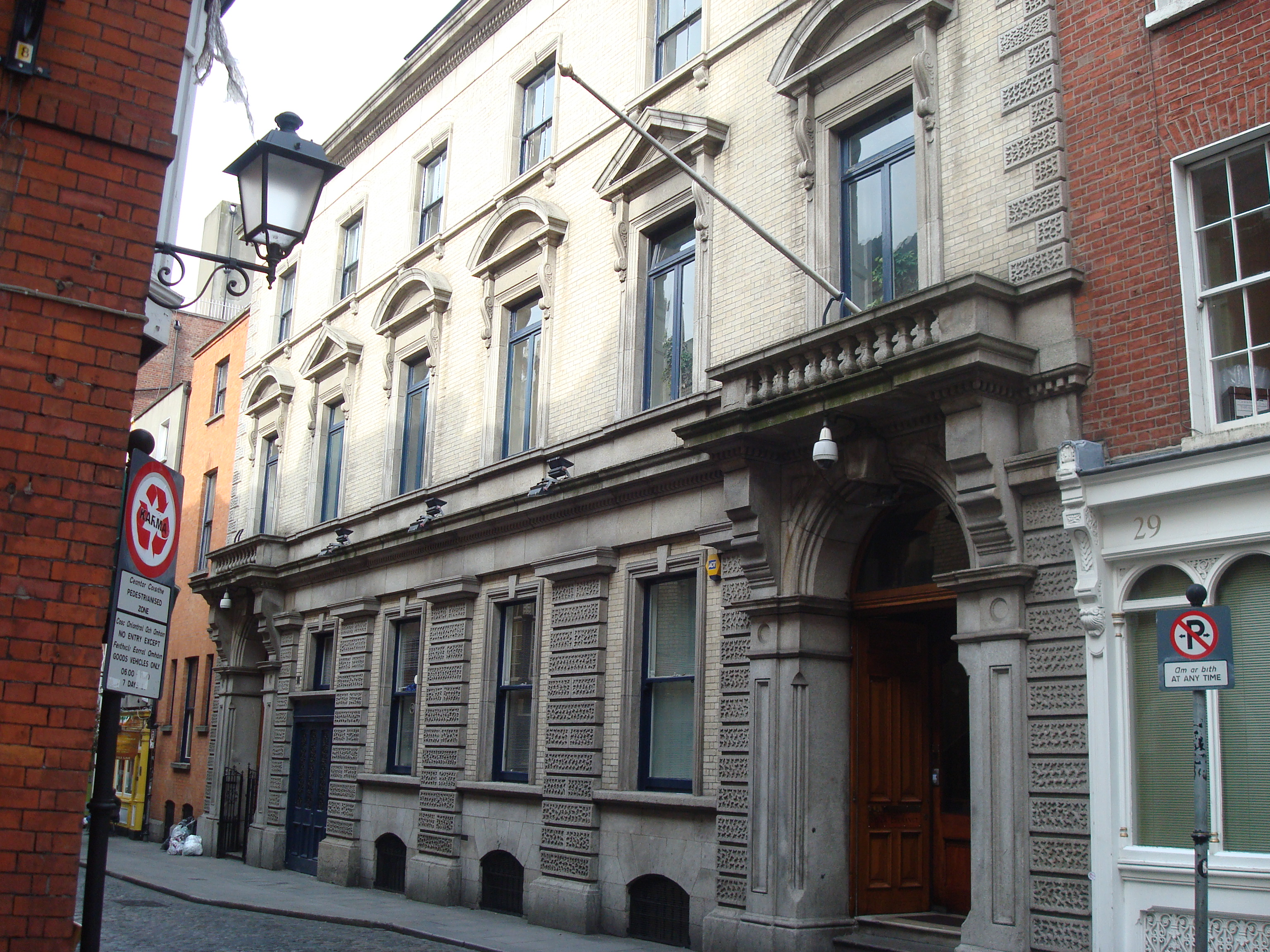
アングルシー街のユーロネクスト・ダブリン

ユーロネクスト・ダブリン（英語: Euronext Dublin）は、アイルランドのダブリンにある証券取引所。ユーロネクストが運営している。取引時間は午前8時から午後4時30分まで。

## 沿革

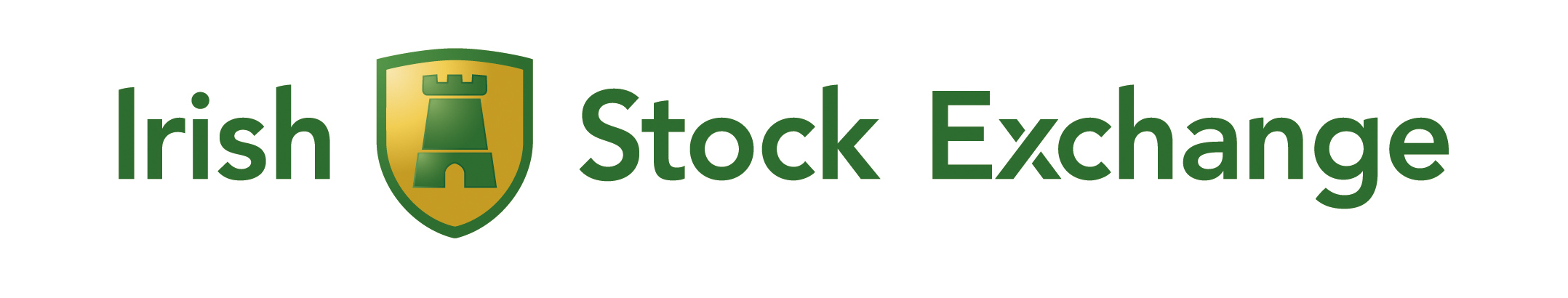
アイルランド証券取引所時代のロゴタイプ

1799年、アイルランド議会が証券取引所法を可決したことによって、アイルランド証券取引所（英語: Irish Stock Exchange（ISE）、アイルランド語: Stocmhalartán na hÉireann）が法的に成立した。1973年にロンドン証券取引所に経営統合され同証券取引所の運営する取引所の一つとなったが、1995年に再び独立した証券取引所となった。2018年3月、ユーロネクストがアイルランド証券取引所の買収を完了し、ユーロネクスト・ダブリンの名称で呼ばれるようになった。

## 相場
代表的な株価指数はISEQ全株指数、ISEQ ESM指数、ISEQ 20指数、ISEQ普通株指数、ISEQ小型株指数、ISEQ金融株指数など。